# Rudolf von Arthaber

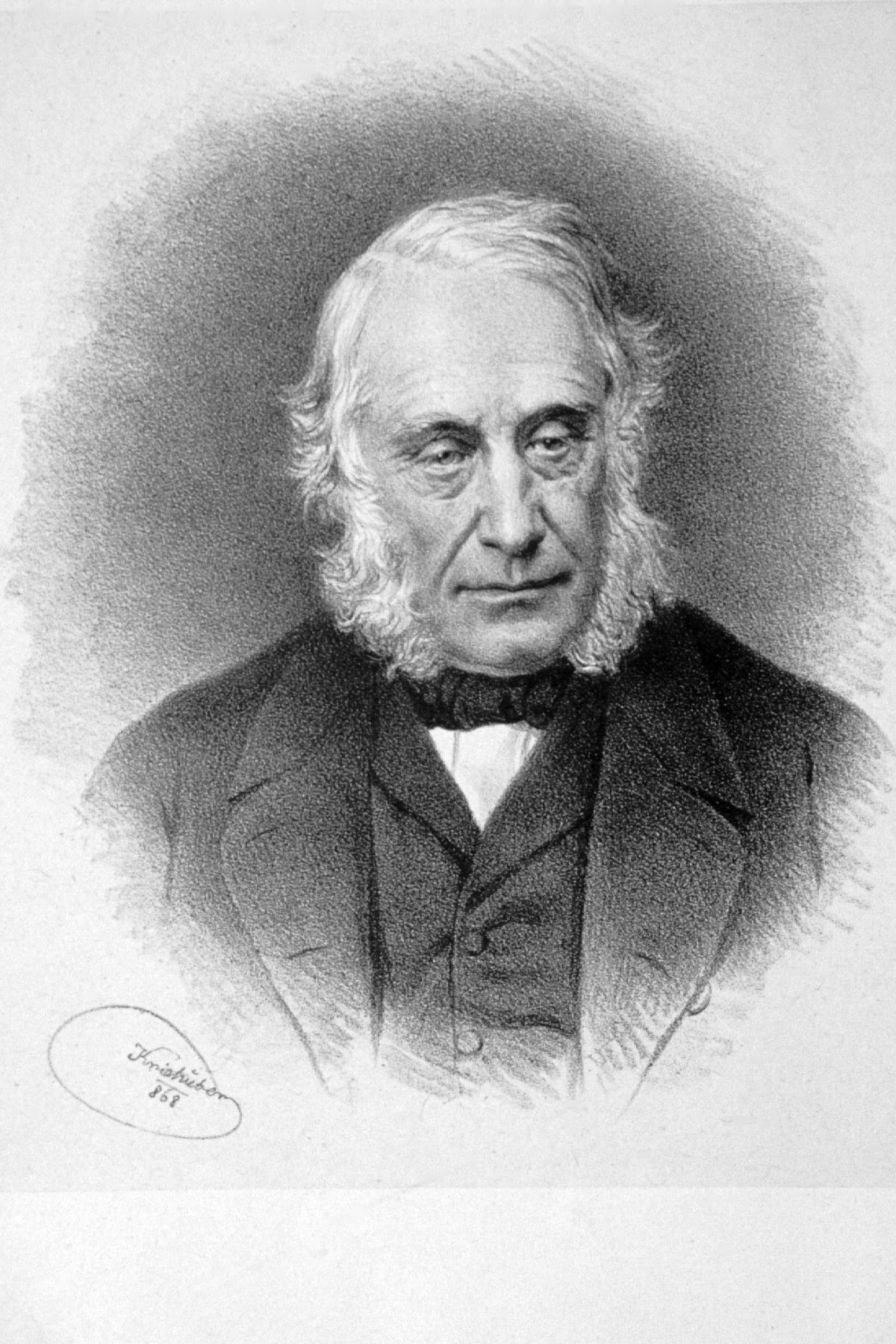
Rudolf Arthaber, Lithographie von Josef Kriehuber, 1868

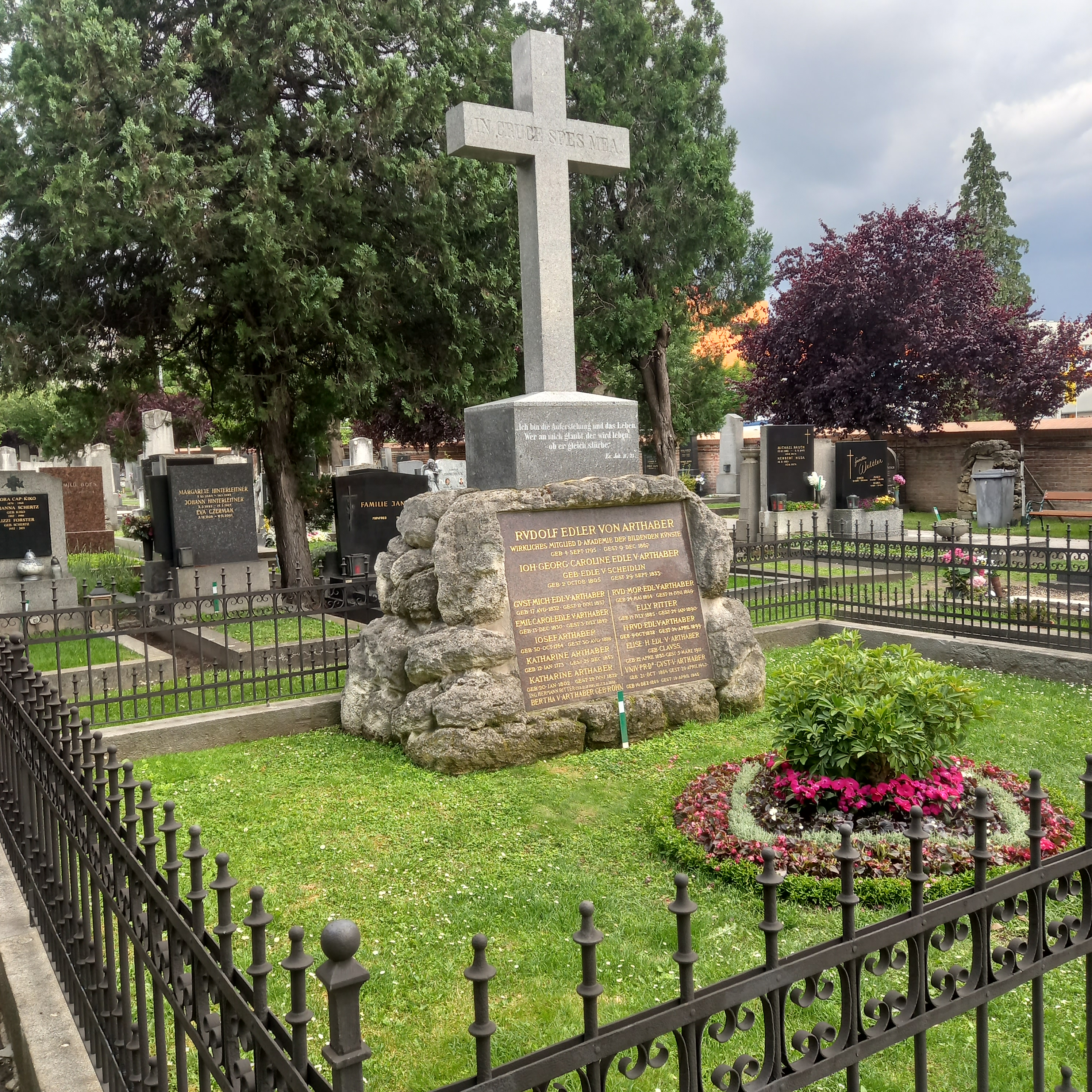
Das Grab von Rudolf von Arthaber und seiner Ehefrau Johanna geborene von Scheidiin im Familiengrab auf dem Evangelischen Friedhof Matzleinsdorf in Wien

Rudolf Edler von Arthaber (* 5. September 1795 als Rudolf Arthaber in Wien; † 9. Dezember 1867 ebenda) war ein österreichischer Textilfabrikant, Kunstsammler und Mäzen.

## Leben

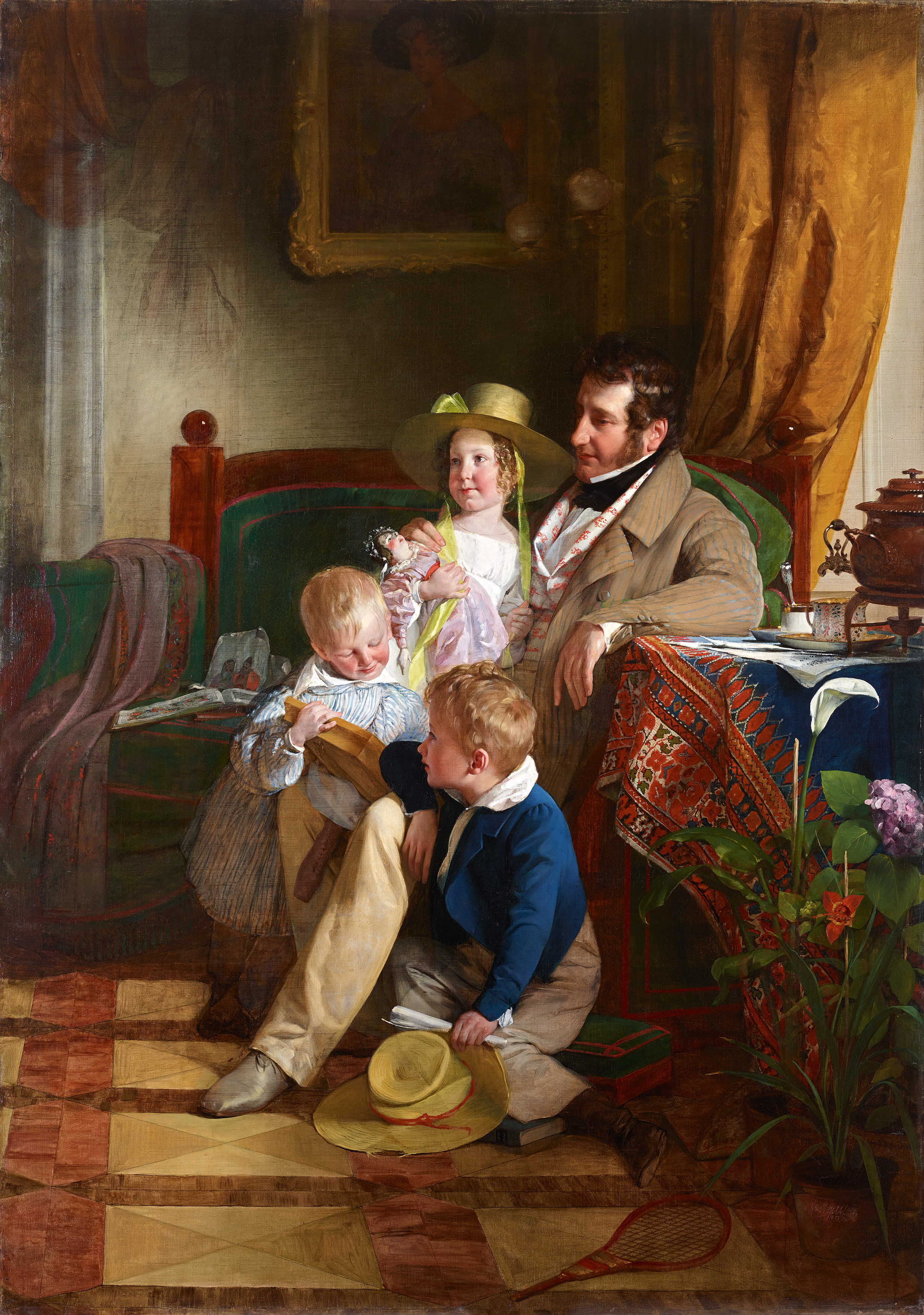
Friedrich von Amerling: Rudolf von Arthaber und seine Kinder Rudolf, Emilie und Gustav, 1837, Belvedere, Wien

Geboren 1795 als Sohn des Manufakturenhändlers Joseph Arthaber und der aus Krems stammenden Textilhändlerstochter Katharina Kleindienst, bekam Rudolf von Arthaber eine kaufmännische Ausbildung im elterlichen Betrieb.
1819 übernahm er den elterlichen Betrieb und gründete Zweigniederlassungen in Pest, Mailand und Rom. 1826 eröffnete er auch ein Handelshaus in Leipzig. 1832 beschäftigte er circa 8000 Menschen.
1833 erwarb Arthaber den Tullner Hof in Döbling und ließ 1834/35 dort ein einstöckiges Landhaus errichten. In dieser Villa wurde seine berühmte Gemäldegalerie mit über hundert Werken eingerichtet. Es war dies die damals größte Sammlung zeitgenössischer Kunst in Wien. Die Villa, in der auch Mitglieder des Hofs verkehrten, gehörte zu den Sehenswürdigkeiten Wiens.
1837 entstanden die Gemälde Rudolf von Arthaber und seine Kinder Rudolf, Emilie und Gustav sowie das Bildnis der gestorbenen Mutter von Friedrich von Amerling, einem bekannten Maler des Biedermeier.
Aufgrund seiner guten Kenntnisse der Wiener Industrie gründete er 1839 zusammen mit einigen Anderen den Niederösterreichischen Gewerbeverein (Wien war damals nicht nur Haupt- und Residenzstadt, sondern auch die Hauptstadt von Niederösterreich). Später wurde er auch Präsident des Vereins.
1841 wurde er wegen seiner Verdienste in den Adelsstand erhoben.
Aufgrund seiner politisch liberalen Einstellung war er ein Befürworter der Märzrevolution 1848 und leitete diese mit ein. In den Märztagen war Arthaber auch Mitglied von Deputationen, welche beim Hofe und der Regierung um freiheitliche Zugeständnisse petitionieren.
Er gab 1851 die Anregung zur Gründung des Österreichischen Kunstvereins, welcher die Bestimmung erhielt, die Wiener Kunstfreunde mit den bedeutendsten Erscheinungen der modernen Kunst des In- und Auslandes bekannt zu machen.
Nach Arthabers Tod im Jahr 1867 wurde seine Kunstsammlung versteigert.
Er wurde auf dem Evangelischen Friedhof Matzleinsdorf (Gruppe 5, Nr. 27+30) in Wien beerdigt.

## Ehrungen
1890 wurde der Arthaberplatz sowie der 1905 dort geschaffene Arthaberpark im 10. Wiener Gemeindebezirk nach ihm benannt.